# 一木ひろし
一木 ひろし（いちき ひろし、1959年1月1日 - ）は、千葉県千葉市生まれのものまねタレント。本名・工藤正博。血液型AB型。有限会社ブロードサービス所属。
演歌歌手・五木ひろしのものまねで知られる。1985年デビュー。

## 来歴
ものまね界に入る前は医療機器メーカーで営業マンをしていたが、会社の慰安旅行で一回だけのつもりで芸を披露したところ好評だったため、毎年ネタを披露することになった。一番ウケるのは社員のまねだったという。ラジオで若人あきら（現・我修院達也）の歌まねメドレーを聞いて感動したことがきっかけで歌まねを始め、本格的にものまねに興味を持つようになった。1993年夏に我修院の事務所を訪れて、ピアノで発声レッスンと五木ひろしの歌マネを我修院から教わったこともある（当時の我修院事務所関係者・談）。
色々な人のものまねに挑戦し、ものまね番組のオーディションを受け始めたが落選が続く。もう辞めようかと思っていたある日、自宅の風呂場で鏡を見ながらヒゲを剃っていた時に手元が滑って「イテッ!!」となった。その顔が五木ひろしにそっくりで、「これだ!!」と確信した。まさにその瞬間が五木ひろしのものまねの誕生だった。
その後、五木ひろしのものまね一本でオーディションに挑み合格する。演歌が苦手だったことから毎日ウォークマンをつけて歌の練習に励み、フジテレビ『第9回紅白そっくり大賞』で優勝した。ショーパブデビュー以降、昼は会社員、休日は地方営業と二足のわらじを履き、29歳の時に思い切って会社を退職する。東京・新宿のものまねショーレストラン「そっくり館キサラ」にはオープン時から出演している。
大阪の新歌舞伎座で、五木本人と同じステージで「夜空」を熱唱したことがある。
物真似レパートリーには、五木の他に、森進一、松田優作、大滝秀治などがある。

## 出演番組
- 「第26回全日本そっくり大賞」特別賞
- 「第28回全日本そっくり大賞」特別賞
- 「第34回全日本そっくり大賞」特別賞
- 「第9回紅白そっくり大賞」優勝
- 「第20回日本ものまね大賞」ハッスル賞
- 「いつみても波瀾万丈」（再現ドラマに五木ひろし役で出演）
- 「邦子のスター生タマゴ」
- 「上岡龍太郎がズバリ!」
- 「おネプ!」
- 「ものまねバトル大賞」
- 「パパパパパフィー」
- 「アッコにおまかせ!」
- 「ものまね紅白歌合戦」
- 「笑う犬の太陽」
- 「笑っていいとも!」
- 「天才・たけしの元気が出るテレビ!!」
- 「EXテレビ」
- 「クイズ☆タレント名鑑」
- 「〜あらゆる世界を見学せよ〜潜入!リアルスコープ」- 2011年5月7日
- 「とんねるずのみなさんのおかげでした」
- 「水曜日のダウンタウン」 - 五木ひろし握力強い説（五木ひろしが出演できないため、代わりに出演）
- 「NHKバーチャル紅白歌合戦」 - 2020年1月1日